# Trường Y khoa Đông Dương
Trường Y khoa Đông Dương (tiếng Pháp: École de Médecine de l'Indochine) là một trường đại học y khoa công lập ở Liên bang Đông Dương do chính quyền đô hộ Pháp thành lập vào năm 1902.
Trường Y khoa Hà Nội sau là Trường Y khoa Đông Dương là một trong những trường đại học ra đời sớm nhất và nổi tiếng nhất ở Việt Nam, là cái nôi đào tạo ra những bác sĩ đầu ngành nổi tiếng của Việt Nam như các ông Đặng Văn Ngữ, Tôn Thất Tùng, Đặng Văn Chung.

## Lịch sử

### Ý tưởng
Toàn quyền Đông Dương Paul Doumer ra nghị định số 565 ngày 12/8/1898 nhằm thiết lập một Ban nghiên cứu những điều kiện tổ chức và vận hành một trường y. Theo nghị định này, Ban có sáu thành viên, gồm năm bác sĩ và một dược sĩ. Trưởng ban là bác sĩ Hénaff, Giám đốc Bệnh viện Chợ Quán Sài Gòn.
Theo quan điểm của Paul Doumer, mục tiêu trước nhất của Trường Y Hà Nội không chỉ phải đào tạo được những bác sĩ đủ năng lực mà còn tham gia nghiên cứu khoa học về bệnh lý và xử lý các dịch bệnh hoành hành tại vùng Viễn Đông tác động đến những người châu Âu và người bản địa, đồng thời đào tạo tại Đông Dương một lực lượng y sĩ châu Á bởi người Pháp sẽ là một phương tiện tích cực mở rộng ảnh hưởng văn hóa Pháp. Y sĩ được đào tạo tại Trường Y Hà Nội, ở lại hoặc đến các cơ sở y tế bên ngoài Đông Dương, sẽ phục vụ cho nước Pháp, đồng thời sẽ phục vụ cho nhân loại.
Ban đầu được dự kiến đặt tại Sài Gòn (Trưởng ban nghiên cứu việc thành lập trường cũng là bác sĩ Pháp ở Sài Gòn) nhưng cuối cùng lại chuyển hướng đặt ở Hà Nội.

### Thành lập
Trường Y khoa Hà Nội (Ecole de Médecine de Hanoi) được thành lập theo Nghị định ngày 8/1/1902 do Toàn quyền Paul Doumer ban hành. Tòa nhà chính của Trường Y Hà Nội được đặt ở làng Thái Hà, cách trung tâm Hà Nội khoảng 5 km, gần với một bệnh viện mà ở đó có các hoạt động giảng dạy lâm sàng.
Ngày 25/10/1904, Nghị định do Toàn quyền Paul Beau ký ban hành với nội dung: trường Y khoa Hà Nội được tổ chức lại thành Trường Cao đẳng Y khoa (Ecole supérieure de Médecine). Nhiệm vụ của trường là đào tạo y sĩ và dược sĩ phụ tá (médecin et pharmacien auxiliaire), hạn học 4 năm về y tá và 3 năm về dược. Trong trường còn có lớp nữ hộ sinh bản xứ (sage-femme indigène), học trong hai năm.
Ngày 16/05/1906, Toàn quyền Đông Dương Paul Beau đã theo đề nghị của Hội đồng Phát triển Giáo dục Bản xứ (Conseil de Perfectionnement de l'Enseignement Indigène) ban hành Nghị định số 1514a thành lập Viện Đại học Đông Dương trên cơ sở một số cơ sở giáo dục đã có sẵn và có mở rộng. Theo Nghị định số 1514a ngày 16/5/1906, Trường Cao đẳng Y khoa trở thành thành viên trực thuộc Viện Đại học Đông Dương.
Năm 1908, Toàn quyền Antony Klobukowski lên nắm quyền, ông đã đóng cửa Viện Đại học Đông Dương khi trường mới chỉ hoạt động được một năm học. Trường Cao đẳng Y khoa bị giáng cấp thành trường Y khoa Hà Nội trực thuộc Thống sứ Bắc Kỳ, gặp nhiều khó khăn từ những chính sách hẹp hòi: tiền phụ cấp cho giảng viên được tăng lên nhưng lại hạn chế bớt quyền của hiệu trưởng, xóa bỏ ban quân y bị xem là không hữu ích; Giảm số lượng sinh viên tuyển vào, ấn định còn sáu sinh viên (một cho Lào, một cho Campuchia và bốn cho Việt Nam).
Năm 1911, Albert Sarraut sang nhậm chức toàn quyền Đông Dương lần thứ nhất (1911-1914). Sắc lệnh ngày 28/06/1913 của tổng thống Pháp, được qui định chi tiết thi hành trong nghị định ngày 29/12/1913 của toàn quyền Đông Dương, đã bãi bỏ sắc lệnh 18/03/1909, đặt lại tên trường là Trường Y khoa Đông Dương trực thuộc toàn quyền Đông Dương. Bằng tốt nghiệp sẽ do Toàn quyền Đông Dương ký, bên cạnh có chữ ký của tổng Thanh tra Y tế Đông Dương và Hiệu trưởng nhà trường. Học sinh được phân công công tác theo quyết định của Toàn quyền Đông Dương.
Ngày 20/07/1914, một Nghị định đã đặt thêm khoa Dược học 3 năm, từ đó trường mang tên Trường Y Dược khoa Đông Dương. Việc giảng dạy do các giáo sư chính thức và các giảng viên dược sĩ dân y và quân y đảm nhiệm.
Năm 21/12/1917, Toàn quyền Albert Sarraut ra một quyết định tập hợp các cơ sở giáo dục bậc cao hiện có lại để tái thành lập Viện Đại học Đông Dương, trường Y Dược khoa Đông Dương được chuyển sang trực thuộc Viện Đại học Đông Dương.
Năm 1919, mở thêm khóa giảng dạy về khoa học gồm vật lý, hóa học và tự nhiên. Trong đó, việc mở thêm khóa giảng dạy về khoa học tự nhiên năm 1919 là bước đầu tiên để Trường Y trở thành một cơ sở giáo dục đại học thực sự giống như mô hình chính quốc.
Năm 1920 thành lập lại Ban quân y vốn bị bãi bỏ vào năm 1909. Tuy nhiên, do điều kiện quá ngặt nghèo (học sinh thi ra trường không đạt sẽ phải đăng lính 5 năm với chức vụ là y tá) nên từ 1925, không có học sinh nào ghi danh tham gia nữa.
Từ 1918 đến 1921, Toàn quyền Albert Sarraut nghiên cứu ý tưởng chuyển đổi Trường Y thành một trường toàn cấp là sự hoàn thiện cần thiết của việc tổ chức giáo dục đại học ở Đông Dương. Sau nhiều năm chuẩn bị, trường được tổ chức lại hoàn toàn theo Sắc lệnh ngày 30/08/1923: được nâng lên thành Trường Y Dược toàn cấp Đông Dương (Ecole de Plein Exercice: còn gọi là Trường Kiêm Bị) giống như của chính quốc, có thêm khoa y sĩ và dược sĩ Đông Dương. Tất cả những qui chế mới này đã đưa tới việc xây dựng các bộ môn Mô học, Giải phẫu bệnh học, Phẫu thuật thực hành, Vi trùng học, Ký sinh trùng học, Sinh lý học và Y-hoá học - trước đó chưa có. Chương trình học nhờ tăng thêm phần thực tập chung ở các bộ môn kể trên của khoa y sĩ và khoa đại học khiến chất lượng y sĩ Đông Dương ngày càng sát gần chất lượng bác sĩ. Học sinh của trường, vì lý do gia đình hoặc lý do khác, có thể xin chuyển sang học tại các trường bên chính quốc hoặc Algérie, đặc biệt là những trường có khoa thuộc địa, và sinh viên các khoa y học nhiệt đới của Pháp cũng có thể chuyển sang học trường Đông Dương.
Do trường mãi không tuyển đủ số lượng sinh viên, do khó khăn trong bổ nhiệm giảng viên và tổ chức nghiên cứu thực hành mà đến năm 1933, trường Y mới trở thành Trường Y Dược toàn cấp Đông Dương -  chính thức được coi là chi nhánh của trường Đại học Y Paris và năm 1941 mới được dùng danh xưng là Đại học Tổng hợp Y Dược Đông Dương.
Từ 1935, việc bảo vệ luận án được tiến hành ngay tại trường Y Đông Dương, lúc đầu do các giáo sư từ Pháp sang chủ trì.

### Từ 1945 đến 1954
Sau Cách mạng tháng 8 năm 1945, chính phủ Việt Nam Dân chủ Cộng hòa thành lập Trường Đại học Quốc gia Việt Nam trên cơ sở kế thừa Viện Đại học Đông Dương, trường Y Dược Đông Dương trở thành ban Y Dược khoa trực thuộc.
Khi Pháp trở lại Đông Dương sau Chiến tranh thế giới thứ hai, trường Y Dược Đông Dương được tái giảng trong Hà Nội tạm bị chiếm vào tháng 4/1947. Tính chất trường vẫn như xưa, nghĩa là do các giáo sư người Pháp chủ trì và giảng dạy hoàn toàn bằng tiếng Pháp. Lúc này, trường Y Dược Đông Dương trực thuộc Viện Đại học Hà Nội (tiếng Pháp: Université de Hà Nội), đứng đầu là một viện trưởng người Pháp. Do yêu cầu của người dân miền Nam, Viện Đại học Hà Nội mở một chi nhánh ở Sài Gòn, đặt dưới quyền một phó viện trưởng người Việt, trường Y Dược Đông Dương cũng đồng thời có trong cơ cấu của của Viện Đại học Hà Nội chi nhánh tại miền Nam gọi là trường Y Sài Gòn.

### Sau năm 1954
Sau Hiệp định Genève 1954 chia đôi đất nước, trường Y Dược kháng chiến được lệnh về tiếp quản các cơ sở y tế lớn trong Hà Nội trong đó có trường Y Dược toàn cấp Đông Dương thuộc Viện Đại học Hà Nội. Khoảng 2/3 sinh viên và nhiều cán bộ Viện Đại học Hà Nội di chuyển vào miền Nam, cùng với chi nhánh ở Sài Gòn trở thành Viện Đại học Quốc gia Việt Nam dưới chính thể Quốc gia Việt Nam. Vào năm 1957, dưới chính thể Việt Nam Cộng hòa, Viện Đại học Quốc gia Việt Nam trở thành Viện Đại học Sài Gòn. Cùng với sự kiện này, trường Y Dược Đông Dương trở thành Trường Đại học Y khoa Sài Gòn, nằm trong cơ cấu của Viện Đại học Quốc gia Việt Nam, sau là Viện Đại Học Sài Gòn.
Cùng với việc được chính quyền VNDCCH tiếp quản cơ sở tại Hà Nội trở thành trường Đại học Y Dược Hà Nội và thành lập trường Y trực thuộc Viện Đại học Quốc gia Việt Nam tại Sài Gòn, trường Y Dược Đông Dương kết thúc sứ mạng lịch sử từ năm 1954.

## Lãnh đạo
Theo quyết định thành lập trường do Toàn quyền Paul Doumer ban hành có quy định về khung cán bộ và vai trò của hiệu trưởng được nêu bên dưới.

### Quy định chung
- Trường Y khoa trực thuộc Toàn Quyền Đông Dương và phụ thuộc vào Nha Nội Chính về mặt hạch toán.
- Trường Y khoa Hà Nội có nhiệm vụ:
  - Đào tạo các thầy thuốc người châu Á có khả năng đảm nhiệm, cùng với các thầy thuốc người Pháp và dưới sự chỉ đạo của họ, công tác y tế ở Đông Dương và các chức vụ ở bên ngoài (nguyên văn: dans les postes de l'extérieur).
  - Góp phần nghiên cứu khoa học về căn nguyên và điều trị các bệnh của người Âu và người bản xứ ở Viễn Đông.
- Việc giảng dạy của trường gồm:
  - Phần cho sinh viên châu á gồm tập hợp các bài giảng lý thuyết và thực hành, việc thực tập được tiến hành tại một bệnh viện bản xứ trực thuộc trường
  - Phần giành cho các nhà khoa học tại chỗ và biệt phái đến trường gồm các phòng thí nghiệm chuyên ngành phục vụ nghiên cứu khoa học.*

### Cơ cấu lãnh đạo
1. . Một Hiệu trưởng do Toàn quyền bổ nhiệm theo đề nghị của Hiệu trưởng trường Đại học Y khoa Paris hoặc của Giám đốc Viện Pasteur.
2. . Các giáo sư được bổ nhiệm theo đề nghị của Hiệu trưởng, chọn trong số các thầy thuốc dân y ở chính quốc hoặc ở Đông Dương và các thầy thuốc quân y được bàn giao cho Toàn quyền Đông Dương.
3. . Các giảng viên, theo đề nghị của Hiệu trưởng, được lựa chọn trong số các thầy thuốc dân y ở thuộc địa, hoặc với sự đồng ý của tướng Tổng chỉ huy, trong số các thầy thuốc Quân Y và Quân Dược ở Hà Nội trong khi vẫn tiếp tục công tác tại bệnh viện hoặc các đơn vị quân đội.

Trường hợp đặc biệt, có thể được bổ nhiệm làm giáo sư hoặc giảng viên những người tuy không có văn bằng bác sĩ y khoa nhưng có kiến thức về một ngành khoa học đặc biệt.

### Vai trò của hiệu trưởng
- Khi được hiệu trưởng đề nghị, các nhà khoa học Pháp và ngoại quốc có thể tiến hành nghiên cứu khoa học tại các phòng thí nghiệm chuyên ngành và các khoa lâm sàng của trường.
- Các Viện Vi trùng học hiện có ở Đông Dương (bao gồm Viện Pasteur Sài Gòn (1891), Viện Pasteur Nha Trang (1895)[12]) và bệnh viện bản xứ ở Hà Nội sẽ đặt dưới quyền hiệu trưởng nhà trường.

### Các hiệu trưởng
- 1902 - 1904: Bác sĩ Alexandre Yersin - Hiệu trưởng đầu tiên kiêm Viện trưởng Viện Pasteur Sài Gòn và Viện Pasteur Nha Trang
- 1904 - 1921: Bác sĩ Cognacq
- 1922 - 1929: Bác sĩ Degorce
- 1929 - 1935: Le Roy des Barres
- 1935 - 1945: H. Galliard[13]
- 1947 - 1954:
  - Trường Y Dược khoa Hà Nội[14]: P. Huard
  - Trường Y Sài Gòn[15]: Massias

## Bệnh viện thực hành
- Bệnh viện Nhà Chung (Hôpital de la Mission) của Hội Truyền giáo được chuyển thành Bệnh viện Bản xứ (Hôpital indigène) năm 1904, sau thành Bệnh viện Bảo hộ (Hôpital du Protectorat)[16], trở thành bệnh viện thực hành trực thuộc trường đồng thời là bệnh viện chính của Nha Y Tế Bẵc Kỳ[7]. Sau này trở thành Bệnh viện Hữu nghị Việt Đức.
- Bệnh viện Mắt thành lập ngày 14/07/1915, ngày 07/07/1917 trở thành Viện Nhãn khoa Đông Dương và là bệnh viện thực hành trực thuộc trường[7].
- Bệnh viện Tâm thần Vôi (Bắc Giang) trở thành bệnh viện thực hành trực thuộc trường[7].
- Bệnh viện René Robin (Bệnh viện Bạch Mai) mở rộng từ Khu cách ly (lazaret) Cống Vọng năm 1932, hoàn chỉnh vào khoảng năm 1940-1941 và trở thành bệnh viện thực hành trực thuộc trường. Năm 1945, bệnh viện mang tên Bệnh viện Bạch Mai[7].

## Ảnh hưởng
Trường Y khoa Hà Nội hay Trường Y khoa Đông Dương (thuộc Viện Đại học Đông Dương) được nhiều trường đại học sau này nhận là tiền thân của mình.
- Phía Bắc: Trường Đại học Y Dược Hà Nội (1945 - 1961), sau đó tách thành Trường Đại học Y Hà Nội (1961) và Trường Đại học Dược Hà Nội (1961).
- Phía Nam: Trường Đại học Y khoa Sài Gòn (1947 - 1975), sau trở thành Đại học Y Dược Thành phố Hồ Chí Minh (1975).